# Hasmik Papian

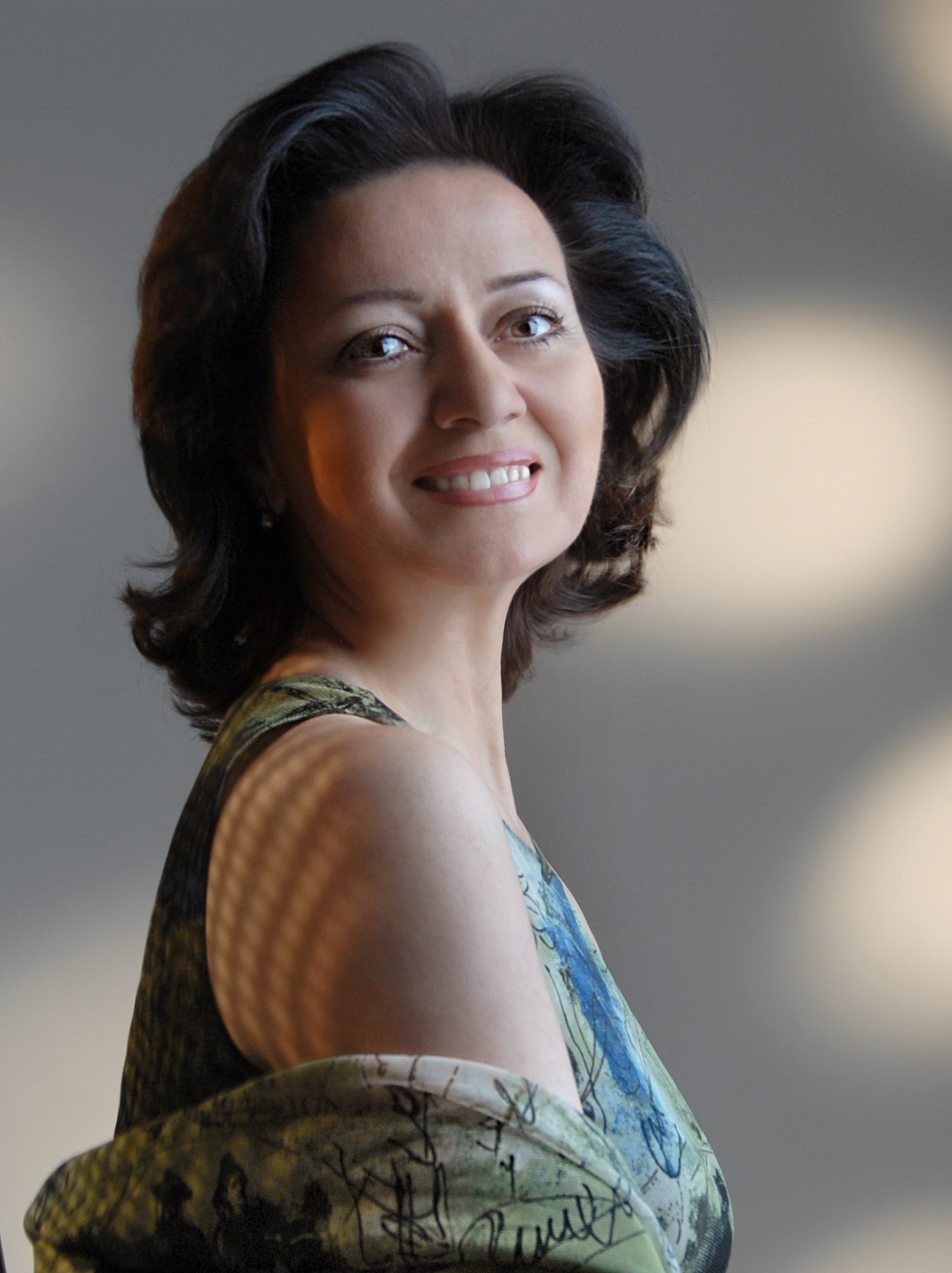
Hasmik Papian

Hasmik Papian (armenisch Հասմիկ Պապյան, * 2. September 1961 in Jerewan) ist eine armenische Opernsängerin (Sopran).

## Leben
Sie erhielt an der Staatlichen Konservatorium Jerewan ihre Ausbildung zunächst als Violinistin, dann als Sängerin. Nach ihrem Debüt an der Armenischen Nationaloper Jerewan führte ihr Weg über Stationen in Moskau und Warschau an die Oper Bonn, später nach Düsseldorf.
Schon bald wurde sie an die wichtigsten Opernbühnen und Konzerthäuser der Welt eingeladen, auf denen sie seit vielen Jahren zu Hause ist: Metropolitan Opera und Carnegie Hall New York, Wiener Staatsoper und Wiener Musikverein, Mailänder Scala, Pariser Bastille-Oper, Teatro Real Madrid, Gran Teatre del Liceu Barcelona, London Wigmore Hall, Concertgebouw und De Nederlandse Opera Amsterdam, Opernhaus Zürich, an den Staatsopern von Berlin, München, Stuttgart, Hamburg, Dresden etc. Sie ist in fast allen europäischen Ländern aufgetreten, in Israel, Libanon (Baalbeck International Festival), Japan und Korea, sowie Lateinamerika (Mexiko, Chile, Brasilien). Hasmik Papian ist regelmäßig in Kanada (Toronto, Montreal) und in den USA (u. a. Washington National Opera, San Francisco Opera, Colorado Opera Denver, Michigan Opera Detroit, Cincinnati Opera Festival, Dallas Opera etc.) präsent.
2012 erhielt sie die Ehrenbürgerschaft der Stadt Gjumri.

## Repertoire
Ihr Repertoire umfasst Partien des lyrischen Repertoires bis hin zu dramatischen Sopranpartien: von Mozarts Donna Anna über Rossinis Mathilde, (Wilhelm Tell) und Fromental Halévys La Juive bis hin zu Verdi – über zwölf Partien, u. a. La traviata, Aida, Desdemona, Elisabetta, Amelia (Simon Boccanegra), Leonora (La forza del destino und Il trovatore), Amelia (Un ballo in maschera), Elena (I vespri siciliani), Lady Macbeth, Abigaille, Odabella (Attila) und das Requiem – sowie Puccini (Mimì, Tosca, Suor Angelica, La rondine, Butterfly), Tschaikowski (Lisa in Pique Dame) und Wagner (Senta in Der fliegende Holländer, Isolde in Tristan und Isolde). Die zentrale Partie in ihrem Repertoire ist Bellinis Norma, die sie in letzter Zeit mit großem Erfolg u. a. beim Festival Les Chorégies d’Orange in Südfrankreich, in Marseille, Nantes, Angers, Montpellier, Avignon, Monte Carlo, Amsterdam, Rotterdam, Stockholm, Wien, St. Gallen, Stuttgart, Mannheim, Turin, Trapani, an der Metropolitan Opera New York, in Baltimore, Washington DC, Detroit, Denver, Montreal, Vancouver etc. sang. Seit Oktober 2006 liegt eine DVD-Veröffentlichung ihrer Amsterdamer Norma vor. Drei weitere Partien des Belcanto-Repertoires hat sie sich seit Januar 2009 erarbeitet: Königin Elizabeth I. von England in Donizettis Roberto Devereux (an der Dallas Opera); die zweite Donizetti-Königin – Maria Stuarda – folgte im Januar 2010 in Triest; die dritte (Anna Bolena) im November 2010 wiederum in Dallas. 2011 hat die Sängerin in zwei weiteren Partien des dramatischen Koloratursopran-Fachs debütiert: Zandonais Francesca da Rimini und Ponchiellis La Gioconda.

## Zusammenarbeit mit Dirigenten, Konzerttätigkeit
Die armenische Sopranistin ist mit renommierten Dirigenten wie Riccardo Muti, Marcello Viotti, Maurizio Arena, Bruno Campanella, Georges Prêtre, Michel Plasson, Gary Bertini, James Levine, James Conlon, Pinchas Steinberg, Daniel Oren, Richard Bonynge, Thomas Hengelbrock, Ivor Bolton, Chung Myung-whun, Gennadi Roschdestwenski und Valeri Gergiev aufgetreten. Hasmik Papian widmet sich auch einer ausgedehnten Konzerttätigkeit und setzt sich dafür ein, armenische Musik in der Welt bekannter zu machen (Werke von Komitas Vardapet – seit September 2006 auch in einer repräsentativen SACD-Veröffentlichung –, weiters Jeranian, Kanatschian, Tigranian, Tschuchadjian, Awet Terterjan und Tigran Mansurjan). So sang die Sopranistin im Frühjahr 2007 Recitals mit armenischer Musik in Paris (Salle Gaveau), London (Wigmore Hall) und Wien (Musikverein) und brachte im September 2008 in Montpellier einen ihr gewidmeten Vokalzyklus von Mansurian zur Uraufführung. 2004 wurde ihr von der Armenischen Republik der Titel einer Volkskünstlerin verliehen (entspricht dem deutschen Titel Kammersängerin), 2005 wurde sie für ihre Verdienste um die armenische Kultur und ihre Rolle als „kulturelle Botschafterin Armeniens in der Welt“ vom Oberhaupt der armenisch-apostolischen Kirche, Katholikos Karekin II. Nersissian, mit dem Orden des Heiligen Mesrop Maschtoz ausgezeichnet. Die Künstlerin lebt in Wien.